# Кастел Сан Николо
Кастѐл Сан Николо̀ (на италиански: Castel San Niccolò) е община в централна Италия, провинция Арецо, регион Тоскана. Разположена е на 380 m надморска височина. Населението на общината е 2778 души (към 2010 г.).
Административен център на общината е селото Страда ин Казентино (Strada in Casentino), а най-големите селища са Четика и Борго ала Колина (Cetica и Borgo alla Collina).